# ازدواج همجنس در مین

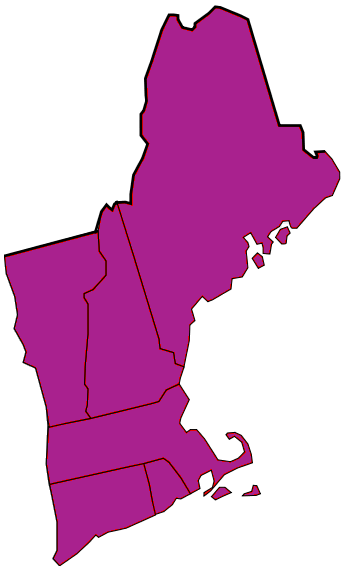
ازدواج همجنس در مین

ازدواج همجنس‌ها در مین در تاریخ ۶ نوامبر ۲۰۱۲ تأیید شد. در این روز که ازدواج همجنس‌ها به همه‌پرسی گذاشت با ۵۲٫۷ ٪ رای آورد. از ۵ ژانویه ۲۰۱۳ این قانون اجرایی خواهد شد. مریلند، مین و واشینگتن اولین ایالت‌های آمریکا هستند که از طریق همه‌پرسی ازدواج همجنس‌ها را قانون می‌کنند؛ در بقیه ایالت‌ها قانونی‌سازی از طریق دادگاه یا مجلس قانون‌گذاری بوده‌است.